# Joe Hodge
Joseph Shaun Hodge (Mánchester, Inglaterra, 14 de septiembre de 2002) es un futbolista británico que juega como centrocampista en el C. D. Tondela de la Primeira Liga.

## Trayectoria
Comenzó su carrera en el Manchester City F. C. Antes de la temporada 2021 fue cedido al Derry City F. C., pero abandonó el club sin haber disputado ningún partido debido a una lesión. En 2021 fichó por el Wolverhampton Wanderers F. C. Debutó con los lobos el 8 de octubre de 2022 ingresando al minuto 46 en la derrota por 3-0 contra el Chelsea F. C. en la Premier League. Después de su debut comenzó a ser frecuente en las oncenas titulares por lo que el 21 de enero de 2023 firmó un nuevo contrato de larga duración.

## Estadísticas

### Clubes
Actualizado al último partido disputado el 16 de enero de 2024.
| Club                                     | Div.          | Temporada     | Liga  | Liga  | Copas nacionales | Copas nacionales | Copas internacionales | Copas internacionales | Total | Total |
| Club                                     | Div.          | Temporada     | Part. | Goles | Part.            | Goles            | Part.                 | Goles                 | Part. | Goles |
| ---------------------------------------- | ------------- | ------------- | ----- | ----- | ---------------- | ---------------- | --------------------- | --------------------- | ----- | ----- |
| Wolverhampton Wanderers F. C. Inglaterra | 1.ª           | 2022-23       | 6     | 0     | 5                | 0                | —                     | —                     | 11    | 0     |
| Wolverhampton Wanderers F. C. Inglaterra | 1.ª           | 2023-24       | 0     | 0     | 2                | 0                | —                     | —                     | 2     | 0     |
| Wolverhampton Wanderers F. C. Inglaterra | Total club    | Total club    | 6     | 0     | 7                | 0                | 0                     | 0                     | 13    | 0     |
| Total carrera                            | Total carrera | Total carrera | 6     | 0     | 7                | 0                | 0                     | 0                     | 13    | 0     |